# 新屋区

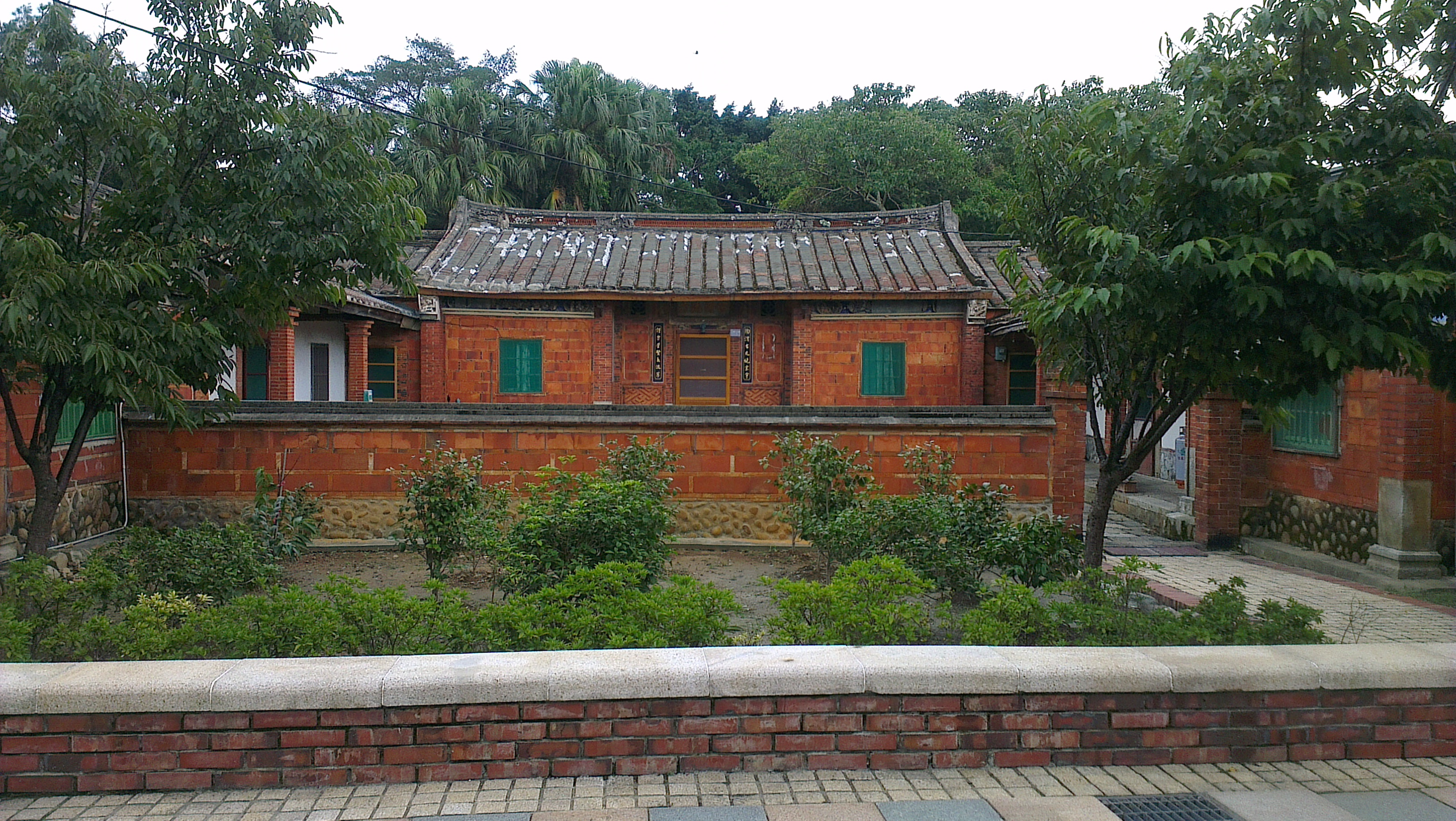
范姜古厝

新屋区（しんおく-く）は、台湾桃園市の市轄区。

## 歴史
2014年12月25日、桃園県が直轄市となり桃園市と改称したことから、新屋郷は新屋区と改名し、市轄区となった。

## 行政区
| 地区 | 里                                                     |
| ---- | ------------------------------------------------------ |
| 新屋 | 新屋里、新生里、清華里、後湖里、東明里、社子里、石磊里 |
| 永安 | 永安里、笨港里、下田里、下埔里、赤欄里、永興里、石牌里 |
| 大坡 | 大坡里、槺榔里、望間里、後庄里、蚵間里、深圳里         |
| 頭洲 | 埔頂里、九斗里、頭洲里                                 |

## 教育

### 高級中学
- 桃園市立新屋高級中学
- 私立清華高級中学

### 国民中学
- 桃園市立新屋国民中学
- 桃園市立永安国民中学
- 桃園市立大坡国民中学

## 交通
| 種別 | 路線名称 | その他                    |
| ---- | -------- | ------------------------- |
| 省道 | 台15線   | -                         |
| 省道 | 台66線   | 東西向快速公路 観音大渓線 |

## 観光

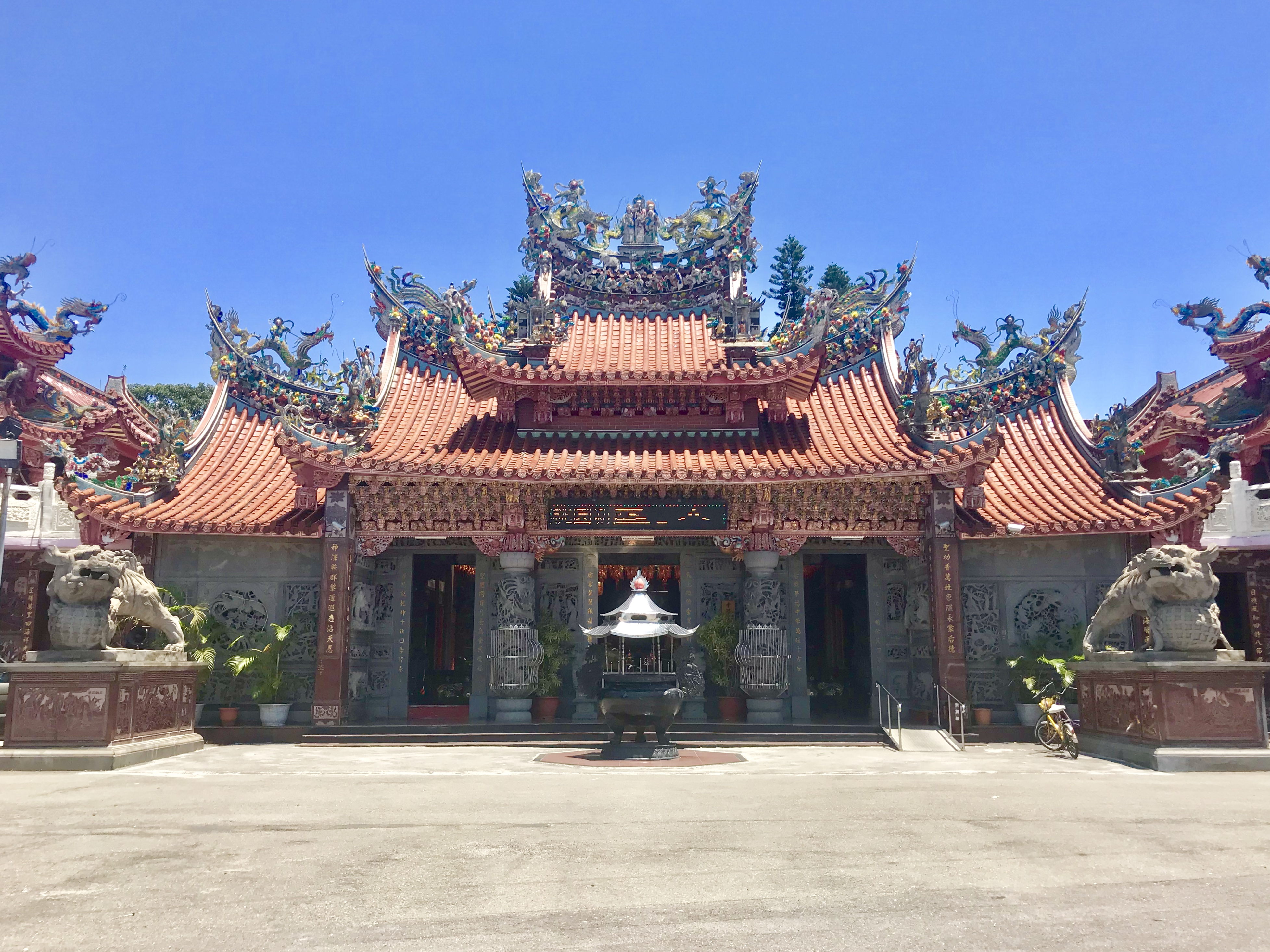
新屋天后宮

- 永安漁港（中国語版）
- 新屋天后宮（中国語版）
- 新屋范姜祖堂（中国語版）